# Froggattella
Froggattella este un gen de furnică din subfamilia Dolichoderinae.  Genul conține două specii găsite în Australia. Froggattella kirbii este destul de comună, în timp ce Froggattella latispina este cunoscută doar din două locații din Australia de Sud.
Cele două specii variază de la dimensiuni mici la medii, unde se găsesc în căutarea hranei pe trasee distincte pe vegetație scăzută sau copaci de dimensiuni mici.

## Specii
- Froggattella kirbii (Lowne, 1865)
- Froggattella latispina Wheeler, 1936